# Cañita Brava
Manuel González Savín, de nom artístic Cañita Brava, (As Xubias, La Corunya; 2 de març de 1946) és un artista còmic-musical espanyol.
Cañita va aconseguir la popularitat en la dècada de 1990 amb les seues actuacions en el programa televisiu de RTVE El semáforo, presentat per Jordi Estadella i la vedet francesa Marlene Morreau, sent considerat, per alguns mitjans, un friki de la televisió que va acabar sent una icona.

## Filmografia

### Llargmetratges
- Torrente, el brazo tonto de la ley (1998)
- Torrente 3: El protector (2005)
- Torrente 4: Lethal crisis (2011)
- Torrente 5: Operación Eurovegas (2014)

### Curtmetratges
- Cañita Brava en Los Invasores
- Estación de carretera (2009)
- Yo no soy Cañita Brava (2019)